# یوزو گیمز
یوزو گیمز (انگلیسی: Yoozoo Games) شرکت بازی ویدئویی چینی است، که در سال ۲۰۰۹ تأسیس شد.